# Ministerium für Ernennungen
Das Ministerium für Ernennungen (chinesisch 吏部, Pinyin Lìbù; auch: Personalministerium) war eines der sechs Ministerien des kaiserlichen China.
Es existierte in dieser Form von der Tang-Dynastie bis zum Sturz der Monarchie 1911. Vorher fielen seine Aufgaben in die Zuständigkeit insbesondere des Aufsehers für die Dienerschaft; in der Song-Dynastie wurden sie vorübergehend von der Sekretariatskanzlei wahrgenommen.
Zuständig war das Ministerium für die Personalangelegenheiten der kaiserlichen Beamten. In der Ming-Zeit umfasste es die vier Ämter Ernennungen, Ehrungen, Dienstberichte und Leistungsbewertungen. Bis 736 war das Personalministerium auch für die Durchführung der Beamtenprüfungen verantwortlich, ehe es diese Zuständigkeit an das Ritenministerium abgab.